# アリツィア・グラブカ
アリツィア・グラブカ（Alicja Grabka, 1998年5月9日 - ）は、ポーランドの女子バレーボール選手。ポーランド代表。

## 来歴

### クラブチーム
クラクフ出身。ジュニアのクラブを経て、2014年、IŁ Capital Legionovia Legionowoへ入団。2018年、MOYAラドムカ・ラドムへ移籍し、1年間プレーした。2019年、再びIŁ Capital Legionovia Legionowoへ加入し3年間プレーした。2022年6月、Energa MKS Kaliszへの移籍が発表され、2年間プレーした。2024年6月、PGE・グロット・ブドフラニ・ウッチに移籍し、2024/25シーズンの欧州チャンピオンズリーグに出場し、タウロンリーガでは3位となった。

### 代表チーム
アンダーカテゴリーの代表として2015年のU-18欧州選手権で8位、2017年のU-20世界選手権に出場し6位となった。2016年、シニア代表に初選出され、同年のヨーロッパリーグに出場した。2025年に代表復帰すると、ネーションズリーグでは正セッターとして活躍した。

## 球歴
- ネーションズリーグ - 2025年

## 所属クラブ
- IŁ Capital Legionovia Legionowo（2014-2018年）
- MOYAラドムカ・ラドム（2018-2019年）
- IŁ Capital Legionovia Legionowo（2019-2022年）
- Energa MKS Kalisz（2022-2024年）
- PGE・グロット・ブドフラニ・ウッチ（2024年-）